# Velleguindry-et-Levrecey
Velleguindry-et-Levrecey là một xã ở tỉnh Haute-Saône trong vùng Franche-Comté phía đông Pháp. Xã có diện tích 10,54 kilômét vuông, dân số năm 2006 là 159 người. Khu vực này có độ cao từ 286-455 mét trên mực nước biển.